# Miguel Auza (Zacatecas)
Miguel Auza es una ciudad mexicana del estado de Zacatecas. Cabecera municipal de Miguel Auza. Se le dio este nombre en 1935 en honor del ilustre general Miguel Auza Arrenechea (1822-1892), que nació en la ciudad de Sombrerete, Zac.

## Historia

### Antecedentes Prehispánicos
Los primeros pobladores de Miguel Auza fueron grupos indígenas pertenecientes a la etnia del norte denominada los chichimecas.  
Habitaron en lo que actualmente se conoce como La Boquilla,  los zacatecos (así se le denominó a esta subcultura). Al llegar los españoles encabezados por el capitán Francisco de Ibarra, en el año 1554, denominándola la Villa de las Magdalenas. En 1870 se le cambió el nombre por el de San Miguel de Mezquital, debido a la abundancia de  del árbol llamado mezquite.

### Época Colonial
El comendador Rodrigo del Río de Loza habitaba en la Hacienda de Santiago, era dueño de un mineral en el Valle de las Magdalenas. En 1811 fue derrotado el ejército de  Don Miguel Hidalgo, al huir varios chinacos y se trajeron banderas que fueron depositadas en el templo de San Miguel del Mezquital.

### sigloXIX
El 30 de mayo de 1912, 1600 de las fuerzas orozquistas tenían la Plaza de San Miguel que defendía el coronel Santiago F. Rivero, siendo esta la guerra más cruel, nefasta e inhumana que sufrió este pueblo. En 1915 el 6 de octubre combate en San Miguel el Coronel Valenciano Villista contra el jefe carrancista Gral. José García Estrada.
En 1917 surge  un movimiento en pro del reparto agrario, lo encabezaba don Juan Salazar Fernández. Posteriormente don Blas Bacardo y don Edmundo Saucedo Estrada, el 25 de febrero de 1922 el Sr. Donato Maredo Gobernador de Zacatecas ordena entregar las tierras que se repartirán.

## Geografía Física

### Clima
| Parámetros climáticos promedio de Miguel Auza, Zacatecas (1994 msnm) normales 1991–2020 | Parámetros climáticos promedio de Miguel Auza, Zacatecas (1994 msnm) normales 1991–2020 | Parámetros climáticos promedio de Miguel Auza, Zacatecas (1994 msnm) normales 1991–2020 | Parámetros climáticos promedio de Miguel Auza, Zacatecas (1994 msnm) normales 1991–2020 | Parámetros climáticos promedio de Miguel Auza, Zacatecas (1994 msnm) normales 1991–2020 | Parámetros climáticos promedio de Miguel Auza, Zacatecas (1994 msnm) normales 1991–2020 | Parámetros climáticos promedio de Miguel Auza, Zacatecas (1994 msnm) normales 1991–2020 | Parámetros climáticos promedio de Miguel Auza, Zacatecas (1994 msnm) normales 1991–2020 | Parámetros climáticos promedio de Miguel Auza, Zacatecas (1994 msnm) normales 1991–2020 | Parámetros climáticos promedio de Miguel Auza, Zacatecas (1994 msnm) normales 1991–2020 | Parámetros climáticos promedio de Miguel Auza, Zacatecas (1994 msnm) normales 1991–2020 | Parámetros climáticos promedio de Miguel Auza, Zacatecas (1994 msnm) normales 1991–2020 | Parámetros climáticos promedio de Miguel Auza, Zacatecas (1994 msnm) normales 1991–2020 | Parámetros climáticos promedio de Miguel Auza, Zacatecas (1994 msnm) normales 1991–2020 |
| Mes                                                                                     | Ene.                                                                                    | Feb.                                                                                    | Mar.                                                                                    | Abr.                                                                                    | May.                                                                                    | Jun.                                                                                    | Jul.                                                                                    | Ago.                                                                                    | Sep.                                                                                    | Oct.                                                                                    | Nov.                                                                                    | Dic.                                                                                    | Anual                                                                                   |
| --------------------------------------------------------------------------------------- | --------------------------------------------------------------------------------------- | --------------------------------------------------------------------------------------- | --------------------------------------------------------------------------------------- | --------------------------------------------------------------------------------------- | --------------------------------------------------------------------------------------- | --------------------------------------------------------------------------------------- | --------------------------------------------------------------------------------------- | --------------------------------------------------------------------------------------- | --------------------------------------------------------------------------------------- | --------------------------------------------------------------------------------------- | --------------------------------------------------------------------------------------- | --------------------------------------------------------------------------------------- | --------------------------------------------------------------------------------------- |
| Temp. máx. abs. (°C)                                                                    | 29                                                                                      | 33                                                                                      | 35                                                                                      | 38                                                                                      | 37                                                                                      | 38                                                                                      | 39                                                                                      | 38                                                                                      | 32.5                                                                                    | 32                                                                                      | 30.5                                                                                    | 28                                                                                      | 39                                                                                      |
| Temp. máx. media (°C)                                                                   | 21.6                                                                                    | 24.0                                                                                    | 27.0                                                                                    | 29.9                                                                                    | 31.7                                                                                    | 30.9                                                                                    | 28.5                                                                                    | 28.1                                                                                    | 26.4                                                                                    | 25.9                                                                                    | 23.9                                                                                    | 21.8                                                                                    | 26.8                                                                                    |
| Temp. media (°C)                                                                        | 12.3                                                                                    | 14.5                                                                                    | 16.9                                                                                    | 19.7                                                                                    | 22.0                                                                                    | 22.7                                                                                    | 21.3                                                                                    | 20.9                                                                                    | 19.6                                                                                    | 17.7                                                                                    | 14.8                                                                                    | 12.6                                                                                    | 18.0                                                                                    |
| Temp. mín. media (°C)                                                                   | 3.0                                                                                     | 5.0                                                                                     | 6.8                                                                                     | 9.4                                                                                     | 12.4                                                                                    | 14.4                                                                                    | 14.0                                                                                    | 13.7                                                                                    | 12.7                                                                                    | 9.7                                                                                     | 5.8                                                                                     | 3.5                                                                                     | 9.3                                                                                     |
| Temp. mín. abs. (°C)                                                                    | -5                                                                                      | -11                                                                                     | -4                                                                                      | 0                                                                                       | 5                                                                                       | 5                                                                                       | 5                                                                                       | 4                                                                                       | 3                                                                                       | 1                                                                                       | -7                                                                                      | -8                                                                                      | -11                                                                                     |
| Precipitación total (mm)                                                                | 7.5                                                                                     | 10.6                                                                                    | 5.8                                                                                     | 2.2                                                                                     | 14.1                                                                                    | 67.8                                                                                    | 92.5                                                                                    | 96.8                                                                                    | 122.9                                                                                   | 36.4                                                                                    | 17.1                                                                                    | 5.0                                                                                     | 436.8                                                                                   |
| Fuente: Servicio Meteorológico Nacional                                                 |                                                                                         |                                                                                         |                                                                                         |                                                                                         |                                                                                         |                                                                                         |                                                                                         |                                                                                         |                                                                                         |                                                                                         |                                                                                         |                                                                                         |                                                                                         |

### Flora
De semidesierto, nopal, mezquite, huisache, maguey, gatuño, gobernadora, palma y pastos.

### Fauna
Se compone de venado, jabalí. conejo, liebre, coyote, zorro, ardilla, águila, halcón, gorrión, paloma y codorniz.

### Recursos Naturales
Miguel Auza es un poblado con una gran riqueza natural, posee un suelo muy fértil ideal para cultivar frijol.
Hablando de recursos minerales, Miguel Auza no se queda atrás, cuenta con yacimientos hidrotermales, ideales para la explotación de sulfuros masivos como pirita, galena, esfalerita, entre otros.
Es importante destacar que en la riqueza mineral de este pueblo no sólo figuran minerales metálicos, también existen grandes cantidades de cantera, material para construcción muy útil y muy estético, usado por lo colonizadores españoles en tiempos de colonia para fabricar canaletas y marcos en las puertas de sus hogares.

## Atractivos Culturales y Turísticos

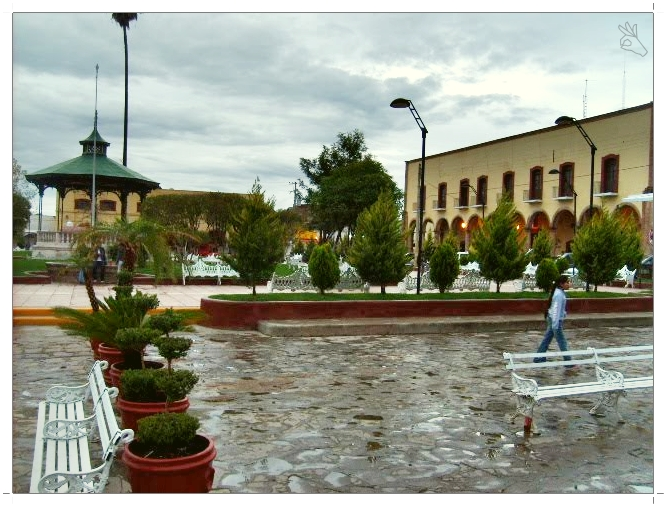
Plaza Principal

### Danzas
3 de mayo se celebra con misas, danzas, Matlachines y Pardos. 3 de mayo se celebra con misas, reliquias (comida que se regala al pueblo) y danzas, de la Pluma, Matlachines y Pardos, todo el Municipio.

### Tradiciones
Para la festividad de los fieles Difuntos, se congrega el pueblo en el panteón a llevar flores a sus Difuntos y veladoras, velas y asearles sus tumbas. En el atrio del panteón se realiza vendimia de comidas y flores, menudo, atoles, tamales, café con piquete (café con algo de alcohol), ponches y aguas refrescantes, paletas, pepitas de calabaza y quiote de maguey.
También en las fiestas patronales como el día 29 de septiembre ( Día de San Miguel Arcángel) se celebra en unión del pueblo , pues se reúnen todos los paisanos , ya como tradición se hace una peregrinación de nueve días , en la que distintos centros de capillas peregrinan del santuario de Guadalupe ( el cerrito ) hasta la parroquia en la plaza principal .
Las reliquias es una tradición fundamental en Miguel Auza Zac . Pues se regala comida al pueblo , este platillo lleva : ( asado, sopa, frijoles y arroz ) . Esto rindiendo una manda o tradición a algún Santo de devoción 

### Artesanías
Tejidos de estambres, deshilados, pirograbados, flores de plástico, media, papel y repujados.